# 臧未甄
臧 未甄（ぞう びしん、生没年不詳）は、南朝宋から梁にかけての官僚。本貫は東莞郡莒県。

## 経歴
宋の左民尚書の臧潭之（臧燾の子の臧邃の子）の子として生まれた。書籍を広く渉猟し、才幹があって、若くして周顒に知られて、その妹を妻に迎えた。宋の末年に領軍主簿を初任とし、蕭賾（後の斉の武帝）に仕えた。斉に入って、太尉祭酒となり、尚書主客郎に転じた。建安王蕭子真の下で記室となり、廬陵王蕭子卿の下に転じて、やはり記室をつとめた。前軍功曹史・通直郎・南徐州中正・丹陽尹丞を歴任した。蕭衍（梁の武帝）が建康を平定して霸府を建てると、臧未甄は召し出されて驃騎刑獄参軍となった。
梁の天監初年、後軍諮議中郎・南徐州別駕に任じられた。入朝して黄門郎に任じられ、安成王蕭秀の下で右軍長史をつとめ、少府卿に転じた。新安郡太守として出向し、有能で知られた。建康に召還されて太子中庶子となり、司農卿や太尉長史を歴任した。生母が死去したため、官を辞して喪に服し、墓のそばに廬を結んで3年暮らした。喪が明けると、廷尉卿に任じられた。再び安成王蕭秀の下で長史となり、江夏郡太守として出向した。在官のまま死去した。

## 子女
- 臧盾
- 臧厥

## 伝記資料
- 『梁書』巻42 列伝第36
- 『南史』巻18 列伝第8